# フランキー・ムニッズ
フランキー・ムニッズ（Frankie Muniz, 本名：Francisco Muniz IV、1985年12月5日 - ）は、アメリカ合衆国の俳優、元子役。フランキー・ミューニースとの表記もある。

## 来歴・人物
ニュージャージー州ウッドリッジ出身。父親はプエルトリコ系、母親はアイルランド系とイタリア系の血を引く。
1997年に子役としてデビュー、テレビドラマ『マルコム in the Middle』に主人公マルコム役で主演、天才子役として知られた。俳優のほか、ミュージシャン、レーサーとしても活躍している。
2012年と2013年に脳卒中を起こしている。

## 主な出演作品

### 映画
- フレンチKISSをあなたと Lost & Found (1999)
- マイ・ドッグ・スキップ My Dog Skip (2000)
- ミラクル・チャレンジ 憧れのトロフィー Miracle in Lane 2 (2000) テレビ映画
- ドクター・ドリトル2 Dr. Dolittle 2 (2001) 声の出演
- ビッグ・ライアー Big Fat Liar (2002)
- デュースワイルド Deuces Wild (2002)
- エージェント・コーディ Agent Cody Banks (2003)
- エージェント・コーディ ミッション in LONDON Agent Cody Banks 2: Destination London (2004)
- レーシング・ストライプス Racing Stripes (2005) 声の出演
- DEATH GAME デスゲーム Stay Alive (2006)
- ウォーク・ハード ロックへの階段 Walk Hard: The Dewey Cox Story (2007)
- メガストーム Blast Vegas (2013) テレビ映画
- シャークネード エクストリーム・ミッション Sharknado 3: Oh Hell No! (2015) テレビ映画

### テレビドラマ
- スピン・シティ Spin City (1998)
- マルコム in the Middle Malcolm in the Middle (2000-2006)
- クリミナル・マインド FBI行動分析課 Criminal Minds (2007) シーズン3 第10話

### テレビアニメ
- Oops!フェアリーペアレンツ The Fairly OddParents  (2001-2005)
- 学園パトロール フィルモア Fillmore! (2002)